# ألان شولدر
ألان شولدر (بالإنجليزية: Alan Shoulder)‏ (4 فبراير 1953 - 2 فبراير 2025)، هو لاعب ومدرب كرة قدم بريطاني في مركز الهجوم، ولد في 4 فبراير 1953 في بيشوب أوكلاند ‏ في المملكة المتحدة. لعب مع نادي كارلايل يونايتد ونادي هارتلبول يونايتد ونيوكاسل يونايتد.